# Amazonka jamajska
Amazonka jamajska (Amazona collaria) – gatunek średniej wielkości ptaka z rodziny papugowatych (Psittacidae). Jest endemitem Jamajki. Narażony na wyginięcie, objęty ochroną.

## Systematyka
Nazwę zgodną z zasadami nazewnictwa binominalnego ustalił Karol Linneusz w 10. edycji dzieła Systema Naturae wydanej w 1758 roku – nazwał on ten gatunek Psittacus collarius. Jako miejsce typowe autor wskazał Amerykę (Jamajkę).
Uważa się, że takson ten jest najbliżej spokrewniony z A. leucocephala oraz A. ventralis i być może stanowią jeden gatunek. Takson monotypowy, nie wyróżniono podgatunków.
Nazwa rodzajowa pochodzi od francuskiego słowa Amazone nadanego przez Buffona różnym gatunkom tropikalnych, amerykańskich papug. Epitet gatunkowy pochodzi od łacińskiego słowa collarium oznaczającego „kołnierz, obrożę” (collum – „szyja”).

## Charakterystyka
Papugi te dorastają do 28 cm. Ich upierzenie jest w większości zielone. Gardło i szyja są różowe, lotki pierwszorzędowe niebieskie, nad uszami pióra są ciemnoniebieskozielone, a wokół oczu i nad dziobem białe. Kantarek jest bladoniebieski, czoło wyraźnie niebieskie. Na szyi i karku zauważalny kratowany wzór wynikający z czarnych krawędzi i końcówek piór. Upierzenie ogona zielone z czerwonymi podstawami. Dziób żółty, tęczówki brązowe, a nogi różowe.
Dorosłe osobniki obu płci są identyczne z wyglądu. Młode można odróżnić po szarym ubarwieniu górnej części żuchwy.

## Występowanie
Spotykane głównie w wilgotnych terenach Jamajki. Najliczniejsze populacje pojawiają się od Cockpit Country do Mount Diablo i John Crow Mountains oraz lokalnie w Górach Błękitnych. Preferują wilgotne lasy rosnące na wapiennym podłożu, na wzniesieniach do wysokości 1200 m. Pokonują znaczne odległości, latając do żerowisk, którymi nieraz są plantacje położone przy poziomie morza.

## Tryb życia
Pokarm amazonki jamajskiej stanowią owoce, nasiona, kwiaty i pąki liści roślin takich jak: Cecropia, figowiec (Ficus), flaszowiec (Annona), cytrus (Citrus) i jeżyna (Rubus). Spożywa również owoce roślin uprawianych na plantacjach.
W okresie godowym, trwającym od marca do sierpnia, gniazdują w ubytkach drzewnych, a czasem w szczelinach skalnych lub opuszczonych dziuplach dzięciołów. Samica składa 3–4 jaja, okres inkubacji wynosi 24–25 dni. Pisklę pierzy się po 10 tygodniach.

## Status, zagrożenie i ochrona
Pod koniec XX wieku zarówno zasięg, jak i liczebność tego gatunku zmalały. W 2001 roku populację z Cockpit Country szacowano na 5000–8000 par lęgowych. Ogólna liczebność gatunku została wstępnie oszacowana na 10–20 tysięcy, zaś dorosłych osobników na 6–15 tysięcy.
Międzynarodowa Unia Ochrony Przyrody (IUCN) od 2000 roku klasyfikuje amazonkę jamajską jako gatunek narażony na wyginięcie (VU, Vulnerable). Na mocy załącznika II do CITES i jamajskiego prawa znajduje się pod ochroną, a handel i eksport dziko złapanych osobników są nielegalne. Jej populacja jest pofragmentowana i o niewielkim zasięgu. Status narażonego gatunku wynika z utraty siedlisk, nielegalnego wyłapywania osobników na handel oraz wycinania drzew, na których istnieją dogodne warunki do gniazdowania. Ponadto są narażone na potencjalną hybrydyzację z nieendemicznymi papugami hodowlanymi, które sporadycznie wydostają się z klatek (np. w czasie huraganów).